# Jim Vallance
Jim Vallance, född 31 maj 1952 i Chilliwack i British Columbia, är en kanadensisk musiker och låtskrivare som skrivit låtar åt Bryan Adams, Aerosmith, Alice Cooper, Kiss, Glass Tiger och Ozzy Osbourne. Bland hans mer berömda låtar återfinns Bryan Adams Summer of '69 och Heaven, Hearts What About Love, Aerosmiths Eat the Rich och Deuces Are Wild.
Jim Vallance studerade musik vid University of British Columbia och började sin popkarriär i mitten av 1970-talet, bakom trummorna med grupper som Prism från trakterna kring Vancouver. Han skrev sju låtar åt Prism, under pseudonymen Rodney Higgs.